# Den svenske kongefamilie
Den svenske kongefamilie består af et antal personer i slægten Bernadotte, som er berettiget til kongelige titler og udfører officielle og ceremonielle opgaver for landet Sverige. P.t. har kongefamilien disse medlemmer:

## Det svenske kongehus

### Kongen og dronningen
-Carl XVI Gustaf Folke Hubertus, Sveriges konge (siden 15. september 1973). Født den 30. april 1946.
-Silvia Renate Sommerlath, Sveriges dronning (siden 19. juni 1976). Født den 23. december 1943.

### Deres børn
-Victoria Ingrid Alice Désirée, kronprinsesse til Sverige, hertuginde af Västergötland. Født den 14. juli 1977. Gift 19. juni 2010 med Daniel Westling, nu Hans Kongelige Højhed Prins Daniel af Sverige.
-Carl Philip Edmund Bertil, prins af Sverige, hertug af Värmland. Født den 13. maj 1979. Gift den 13. juni 2015 med den tidligere Paradise Hotel-deltager Sofia Kristina Bernadotte (født Hellquist).
-Madeleine Thérèse Amelie Josephine, prinsesse af Sverige, hertuginde af Hälsingland og Gästrikland. Født den 10. juni 1982. Gift den 8. juni 2013 med engelsk-amerikaneren Christopher O'Neill.

### Kongens søster
-Birgitta Ingeborg Alice, prinsesse af Sverige, prinsesse af Hohenzollern-Sigmaringen. Født den 19. januar 1937.

## Den øvrige kongefamilie – kongens øvrige søstre
Kongens resterende søstre regnes ikke med til kongehuset, men er blot medlemmer af slægten Bernadotte. Disse søstre giftede sig alle (undtaget Prinsesse Birgitta) med ikke-kongelige personer, og mistede derfor deres kongelige titler. De har dog alle fået personlige, ikke-arvelige, prinsessetitler.
-Margaretha Désirée Victoria, prinsesse Margaretha, Fru Ambler. Født den 31. oktober 1934.
-Désirée Elisabeth Sibylla, prinsesse Désirée, Friherreinde Silfverschiöld. Født den 2. juni 1938.
-Christina Louise Helena, prinsesse Christina, fru Magnuson. Født den 3. august 1943.

## Link
- Kungliga Hovstaterna Arkiveret 27. februar 2009 hos  Wayback Machine